# Bakil Al Mir (huyện)
Huyện Bakil Al Mir là một huyện thuộc tỉnh Hajjah, Yemen. Đến thời điểm năm 2003, huyện này có dân số 21701 người